# Baie d'Onega
Pour les articles homonymes, voir Onega.
La baie d'Onega (en russe : Онежская губа, Onejskaïa gouba) est une baie de la mer Blanche, au nord-ouest de la Russie. 
La baie d'Onega se trouve à l'ouest d'Arkhangelsk. Elle est longue de 185 km et large de 50 à 100 km. Sa profondeur moyenne est de 16 mètres et sa profondeur maximale atteint 36 mètres.
Les fleuves Onega, Kem, Keret et Vyg se jettent dans la baie. La baie compte de nombreuses îles, la plus célèbre et la plus vaste étant l'île Solovetski. L'île de Ki est plus petite et a servi de lieu d'installation d'un monastère au XVIIe siècle. Sur la rive ouest, près de la ville de Belomorsk, est située l'entrée du canal de la mer Blanche.